# Gel para ducha
Gel para ducha es el término general que se da a una sustancia similar al jabón de baño líquido, el cual se usa para ducharse.
La mayoría de los geles para ducha comerciales no contienen aceites saponificados, sino productos a base de petróleo u otras substancias.

## Propiedades
El gel para ducha está disponible en varios colores y aromas. Prácticamente todos los geles para ducha tienen un pH equilibrado. Algunos contienen hierbas en su composición, por lo que ofrecen beneficios aromaterapéuticos.
- Datos: Q1267611
- Multimedia: Shower gels / Q1267611